# Sigrid Landgraf
Sigrid Landgraf, född den 7 maj 1959 i Hanau, Tyskland, är en västtysk landhockeyspelare.
Landgraf tog OS-silver i damernas landhockeyturnering i samband med de olympiska landhockeytävlingarna 1984 i Los Angeles.